# Sieranevada
Sieranevada es una película dramática rumana de 2016 dirigida por Cristi Puiu y protagonizada por Mimi Brănescu. La trama sigue a un neurólogo exitoso que asiste a una comida familiar que se supone conmemora a su padre fallecido. Fue seleccionado para competir por la Palma de Oro en el Festival de Cine de Cannes 2016. Fue seleccionada como la entrada rumana a la Mejor Película en Lengua Extranjera en los 89.ª Premios de la Academia, pero no fue nominada.

## Reparto
- Mimi Branescu como Lary
- Judith State como Sandra
- Bogdan Dumitrache como Relu
- Dana Dogaru como Nusa
- Sorin Medeleni como Toni
- Ana Ciontea como Ofelia
- Rolando Matsangos como Gabi

## Producción
La película está producida a través de Mandragora SRL en colaboración con Studioul de Creație Cinematografică Romania, Bosnia and Herzegovina's 2006 d.o.o, Spiritus Movens de Croacia, Macedonia's Sisters and Brother Mitevski Production y Alcatraz Films de Francia. Recibió 1.639.000 leu en apoyo del Centro Nacional de Cine de Rumanía, 200.000 euros de Eurimages, 91.500 euros del Centro Audiovisual de Croacia y 84.000 euros del Fondo de Cine de Macedonia.
El rodaje tuvo lugar en Bucarest de enero a marzo de 2015.

## Recepción

### Recepción crítica
En el sitio web del agregador de reseñas Rotten Tomatoes, la película tiene una calificación de aprobación del 92% basada en 49 reseñas y una calificación promedio de 7.6/10. El consenso crítico del sitio web dice: "Sieranevada se dirige a un grupo demográfico limitado, pero alcanza sus objetivos con inteligencia, humor y paciencia". En Metacritic, la película tiene un puntaje promedio ponderado de 82 sobre 100, basado en 10 críticos, lo que indica "aclamación universal".

### Premios
En los premios Gopo 2017, Sieranevada ganó lo siguiente:
- Mejor Película

- Mejor Director (Puiu)

- Mejor Guion (Puiu)

- Mejor Actriz Principal (Dogaru)

- Mejor Actriz de Reparto (Ciontea)

- Mejor Edición (Letiția Ștefănescu, Ciprian Cimpoi)